# Isabella von Croy
Isabella Hedwig Franziska Natalie von Croÿ, duchessa di Teschen (Dülmen, 27 febbraio 1856 – Budapest, 5 settembre 1931), fu un'aristocratica appartenente al Casato di Croÿ per nascita e divenne per matrimonio duchessa di Teschen ed arciduchessa d'Austria.

## Biografia
Era la figlia di Rodolfo, XI duca di Croÿ, e della sua prima moglie, la principessa Natalia di Ligne.

### Matrimonio

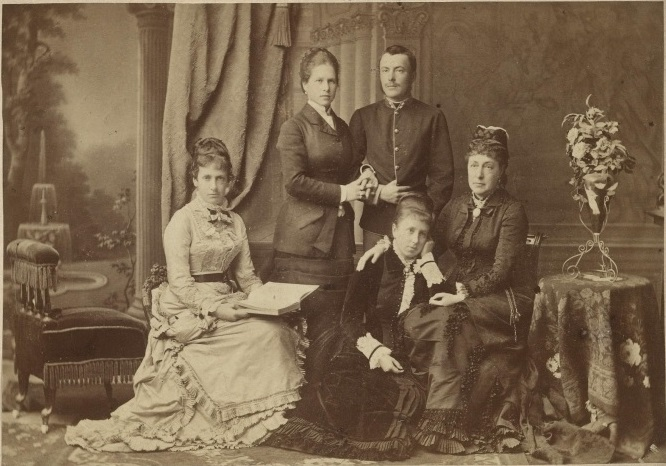
L'arciduchessa Isabella insieme al marito Federico d'Asburgo-Teschen, alla suocera Elisabetta Francesca d'Asburgo-Lorena e alle cognate Maria Cristina e Maria Teresa

Membro di una delle più antiche famiglie europee, Isabella contrasse un prestigioso matrimonio con l'arciduca Federico d'Austria-Teschen (4 giugno 1856-30 dicembre 1936), figlio dell'arciduca Carlo Ferdinando d'Asburgo-Teschen e di sua moglie, l'arciduchessa Elisabetta Francesca d'Asburgo-Lorena. La coppia si sposò l'8 ottobre 1878 al castello dell'Hermitage de Condé-sur-l'Escaut.
Dal matrimonio nacquero nove figli:
- Maria Cristina (17 novembre 1879-6 agosto 1962), sposò il principe Emanuele di Salm-Salm;
- Maria Anna (6 gennaio 1882-25 febbraio 1940), sposò Elia, Duca di Parma;
- Maria Enrichetta (10 gennaio 1883 - 2 settembre 1956), sposò il Principe Gottfried von Hohenlohe-Schillingsfürst;
- Natalia Maria (12 gennaio 1884-23 marzo 1898);
- Stefania Maria Isabella (1 maggio 1886-25 agosto 1890);
- Gabriella Maria Teresa (14 settembre 1887-15 novembre 1954);
- Isabella (17 novembre 1888-6 dicembre 1973), sposò il principe Giorgio di Baviera;
- Maria Alice (15 gennaio 1893-1 luglio 1962), sposò il barone Friedrich Waldbott von Bassenheim;
- Alberto Francesco  (24 luglio 1897-23 luglio 1955).

Nel 1895 morì l'arciduca Alberto d'Asburgo-Teschen, zio di Federico e capo del ramo di Teschen, e l'arciduca Federico e sua moglie ereditarono gran parte della sua immensa fortuna: importanti proprietà situate a Ungarisch-Altenburg (ora Mosonmagyaróvár in Ungheria), Bilje, Saybusch (ora Żywiec, Seelowitz (ora Židlochovice) e Frýdek nella Repubblica Ceca, così come Pressburg (ora Bratislava) e a Vienna, con il Palazzo dell'Arciduca Alberto e le sue superbe collezioni d'arte.
Donna di gusto e di spirito, l'arciduchessa Isabella sostenne il marito nella gestione dei suoi possedimenti. Madre di una famiglia numerosa, si occupò dell'educazione dei figli, con la speranza che avrebbero contratto brillanti alleanze matrimoniali. Come tutte le signore del suo ambiente e del suo tempo, l'arciduchessa sosteneva una serie di enti di beneficenza. Per promuovere lo sviluppo economico e sociale dell'Ungheria, si dedicò a sostenere l'artigianato tradizionale (ricamo, uncinetto) e l'educazione dei bambini e delle donne.
Appassionata di lingua e cultura gitana (come l'arciduca Giuseppe), Isabella fu anche una riconosciuta tennista e una fotografa di talento, molte delle sue opere furono esposte e pubblicate (nel 1904 e nel 1905, in particolare). Alcune delle sue opere hanno oggi un certo interesse etnografico.
A causa della sua obesità, veniva anche chiamata beffardamente Busabella.

### Lite con l'arciduca Francesco Ferdinando
A metà del decennio del 1890, l'erede al trono imperiale d'Austria-Ungheria, l'arciduca Francesco Ferdinando d'Austria, cominciò a frequentare la casa di Federico ed Isabella. In un primo momento si ipotizzò che andasse lì per corteggiare una delle loro numerose figlie. Alla fine si scoprì che in realtà corteggiava la contessa Sophie Chotek, una dama di compagnia dell'arciduchessa Isabella.
Isabella si infuriò con Francesco Ferdinando, che non aveva individuato una delle sue otto figlie come sua sposa e futura imperatrice e di conseguenza si impegnò in una crociata per impedire il matrimonio di Francesco Ferdinando e Sophie. Sophie fu dispensata dal servizio, dando inizio ad un conflitto tra Federico e Francesco Ferdinando, che sposò Sophie nel 1900. Fu un matrimonio morganatico e Sophie fu sottoposta alle umiliazioni di un rango molto inferiore a corte di quello del marito e nessuno dei loro figli avrebbero potuto succedere agli onori dinastici del loro padre.
Dopo questo evento, Isabella manifestò un profondo odio per i matrimoni morganatici. Ha quindi tentato senza successo di impedire a suo nipote, Karl, XIII principe di Croÿ, di sposare Nancy Leishman, l'affascinante giovane figlia dell'ambasciatore degli Stati Uniti in Germania John George Alexander Leishman, l'ex presidente della Carnegie Steel, temendo che la famiglia Croÿ sarebbe stata poi "squalificata" per il matrimonio non paritario. Comunque Karl e Nancy si sposarono e il loro figlio sposò poi la principessa Gabriella di Baviera (1927-2019), figlia di Rupprecht di Baviera (capo della Casa Reale di Baviera dal 1921) e nipote della Granduchessa Carlotta di Lussemburgo, dimostrando così l'infondatezza dei suoi timori. Il nipote è l'attuale Duca di Croÿ.

## Prima guerra mondiale
Nel 1914, l'arciduca Federico decise di ritirarsi dall'esercito, in seguito alle richieste della moglie che si rifiutò di vederlo trascorrere un giorno agli ordini di Francesco Ferdinando. Ma quando il 28 giugno l'erede al trono e sua moglie furono assassinati a Sarajevo, Isabella convinse il marito a restare temporaneamente in carica.
Per diversi anni Federico ha servito l'Austria-Ungheria contro le forze dell'Intesa. Tuttavia, quando l'imperatore Carlo I succedette sul trono a Francesco Giuseppe I nel 1916, quest'ultimo decise di licenziare suo zio e sostituirlo. Sempre ambiziosa, Isabella prende il gesto del nuovo imperatore per un insulto personale e rimase scioccata dal fatto che il sovrano ascoltasse più il fratello e cognata dell'imperatrice Zita.

### Dopoguerra
Il 1 dicembre 1918, l'arciduca Federico si ritirò definitivamente dall'esercito. Poco dopo, l'Austria-Ungheria crollò e i governi statali che succedettero all'Impero espropriarono in gran parte i beni dell'ex dinastia. Il ramo 
Teschen perse così molte proprietà nazionalizzate dalla neonata Cecoslovacchia.
Nonostante le difficoltà, Isabella cercò di approfittare della disgregazione dell'Impero per promuovere la sua prole. Dopo la fallita restaurazione dell'imperatore e re Carlo I a Budapest nel 1921, l'arciduchessa cercò di collocare suo figlio Alberto sul trono d'Ungheria. Il progetto fu un fallimento, ma l'arciduca mantenne una forte popolarità nel paese durante la reggenza di Horthy.

### Morte

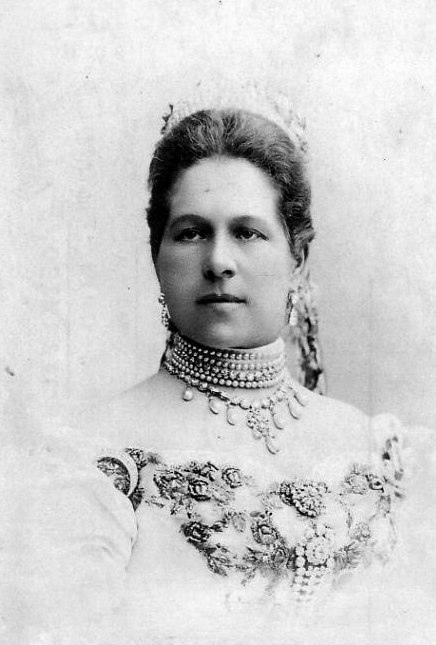
La principessa Isabella di Croy-Dülmen, arciduchessa d'Austria, in una fotografia d'epoca

L'arciduchessa morì in un sanatorio di Budapest il 5 settembre 1931, all'età di 75 anni. È sepolta a Mosonmagyaróvár.

## Ascendenza
|                                   |                         |                                                   | Genitori                                                                                      |  |  | Nonni |  |  | Bisnonni                 |  |  | Trisnonni                        |  |
|                                   |                         |                                                   |                                                                                               |  |  |       |  |  | Augusto, IX duca di Croÿ |  |  | Anne Emmanuel, VIII duca di Croÿ |  |
|                                   |                         |                                                   |                                                                                               |  |  |       |  |  | Augusto, IX duca di Croÿ |  |  | Anne Emmanuel, VIII duca di Croÿ |  |
|                                   |                         | Principessa Augusta Federica di Salm-Kyrburg      |                                                                                               |  |  |       |  |  | Augusto, IX duca di Croÿ |  |  |                                  |  |
| Alfredo, X duca di Croÿ           |                         |                                                   |                                                                                               |  |  |       |  |  | Augusto, IX duca di Croÿ |  |  |                                  |  |
|                                   |                         | Anna di Rochechouart de Mortemart                 | Victurnien de Rochechouart, VIII duca di Mortemart                                            |  |  |       |  |  |                          |  |  |                                  |  |
|                                   |                         | Anna di Rochechouart de Mortemart                 | Victurnien de Rochechouart, VIII duca di Mortemart                                            |  |  |       |  |  |                          |  |  |                                  |  |
|                                   |                         | Anna di Rochechouart de Mortemart                 | Anne Marie Gabrielle d'Harcourt                                                               |  |  |       |  |  |                          |  |  |                                  |  |
| Rodolfo, XI duca di Croÿ          |                         | Anna di Rochechouart de Mortemart                 |                                                                                               |  |  |       |  |  |                          |  |  |                                  |  |
|                                   |                         | Costantino, III principe di Salm-Salm             | Principe Massimiliano di Salm-Salm, vilgravio e renegravio di Salm-Salm, duca di Hoogstraeten |  |  |       |  |  |                          |  |  |                                  |  |
|                                   |                         | Costantino, III principe di Salm-Salm             | Principe Massimiliano di Salm-Salm, vilgravio e renegravio di Salm-Salm, duca di Hoogstraeten |  |  |       |  |  |                          |  |  |                                  |  |
|                                   |                         | Costantino, III principe di Salm-Salm             | Langravia Ludovica d'Assia-Rheinfels-Rotenburg                                                |  |  |       |  |  |                          |  |  |                                  |  |
| Principessa Eleonora di Salm-Salm |                         | Costantino, III principe di Salm-Salm             |                                                                                               |  |  |       |  |  |                          |  |  |                                  |  |
|                                   |                         | Contessa Maria Valburga di Sternberg-Manderscheid | Conte Cristiano di Sternberg                                                                  |  |  |       |  |  |                          |  |  |                                  |  |
|                                   |                         | Contessa Maria Valburga di Sternberg-Manderscheid | Conte Cristiano di Sternberg                                                                  |  |  |       |  |  |                          |  |  |                                  |  |
|                                   |                         | Contessa Maria Valburga di Sternberg-Manderscheid | Contessa Augusta di Manderscheid-Blankenheim                                                  |  |  |       |  |  |                          |  |  |                                  |  |
| Principessa Isabella di Croÿ      |                         | Contessa Maria Valburga di Sternberg-Manderscheid |                                                                                               |  |  |       |  |  |                          |  |  |                                  |  |
|                                   | Principe Luigi di Ligne | Charles Joseph, VII principe di Ligne             |                                                                                               |  |  |       |  |  |                          |  |  |                                  |  |
|                                   | Principe Luigi di Ligne | Charles Joseph, VII principe di Ligne             |                                                                                               |  |  |       |  |  |                          |  |  |                                  |  |
|                                   | Principe Luigi di Ligne | Principessa Maria Francesca di Liechtenstein      |                                                                                               |  |  |       |  |  |                          |  |  |                                  |  |
| Eugenio, VIII principe di Ligne   | Principe Luigi di Ligne |                                                   |                                                                                               |  |  |       |  |  |                          |  |  |                                  |  |
|                                   |                         | Contessa Louise van der Noot de Duras             | Jean Joseph Philippe, Comte van der Noot de Duras, Barn de Carloo                             |  |  |       |  |  |                          |  |  |                                  |  |
|                                   |                         | Contessa Louise van der Noot de Duras             | Jean Joseph Philippe, Comte van der Noot de Duras, Barn de Carloo                             |  |  |       |  |  |                          |  |  |                                  |  |
|                                   |                         | Contessa Louise van der Noot de Duras             | Florence de Ruysschen, Comtesse d'Ellissem                                                    |  |  |       |  |  |                          |  |  |                                  |  |
| Principessa Natalia di Ligne      |                         | Contessa Louise van der Noot de Duras             |                                                                                               |  |  |       |  |  |                          |  |  |                                  |  |
|                                   |                         | Georges, Marquis de Trazegnies                    | Joseph, Marquis de Trazegnies                                                                 |  |  |       |  |  |                          |  |  |                                  |  |
|                                   |                         | Georges, Marquis de Trazegnies                    | Joseph, Marquis de Trazegnies                                                                 |  |  |       |  |  |                          |  |  |                                  |  |
|                                   |                         | Georges, Marquis de Trazegnies                    | Marie Caroline de Namur, Baronesse de Joncret                                                 |  |  |       |  |  |                          |  |  |                                  |  |
| Nathalie de Trazegnies            |                         | Georges, Marquis de Trazegnies                    |                                                                                               |  |  |       |  |  |                          |  |  |                                  |  |
|                                   |                         | Marie, Comtesse de Maldeghem                      | Joseph, Comte de Maldeghem                                                                    |  |  |       |  |  |                          |  |  |                                  |  |
|                                   |                         | Marie, Comtesse de Maldeghem                      | Joseph, Comte de Maldeghem                                                                    |  |  |       |  |  |                          |  |  |                                  |  |
|                                   |                         | Marie, Comtesse de Maldeghem                      | Anne, Comtesse d'Argenteau                                                                    |  |  |       |  |  |                          |  |  |                                  |  |
|                                   |                         | Marie, Comtesse de Maldeghem                      |                                                                                               |  |  |       |  |  |                          |  |  |                                  |  |